# Compsosoma perpulchrum
Compsosoma perpulchrum là một loài bọ cánh cứng trong họ Cerambycidae.